# Ernest Claes
Ernest Claes va ser un escriptor catòlic belga i un activista flamenc. Va néixer el 24 d'octubre de 1885 a Zichem (actualment Scherpenheuvel-Zichem) i va morir el 2 de setembre de 1968 a Elsene.
Eix d'una família d'agricultors que tenien nou fills. Va treballar una estona a la impremta de l'Abadia d'Averbode abans de començar els seus estudis a la Universitat Catòlica de Lovaina. Durant els seus estudis va començar a militar al moviment flamenc i va ser president del KVHV, l'Associació catòlica dels estudiants universitaris flamencs.
Durant la primera guerra mundial era mobilitzat per lluitar al front de l'IJzer i es queixava que tot el comandament es passava només en francès. El 1914 va ser ferit i transportat com presoner de guerra a Alemanya. Va ser lliurat el 1915 i va fer-se corresponsal de guerra des de França.
Va continuar militant, primer al Partit del Front, un partit que va néixer entre els soldats flamencs durant la primera guerra mundial i més tard a la Unió Nacional Flamenca un partit nacionalista flamenc, força dretà, que va simpatitzar amb el nazisme. Després de la segona guerra mundial, va ser empresonat durant tres mesos per col·laboracionisme, però va ser absolt i tornar a rebre els seus drets cívics.
Va morir el 2 de setembre de 1968 a Elsene.

## Llegat

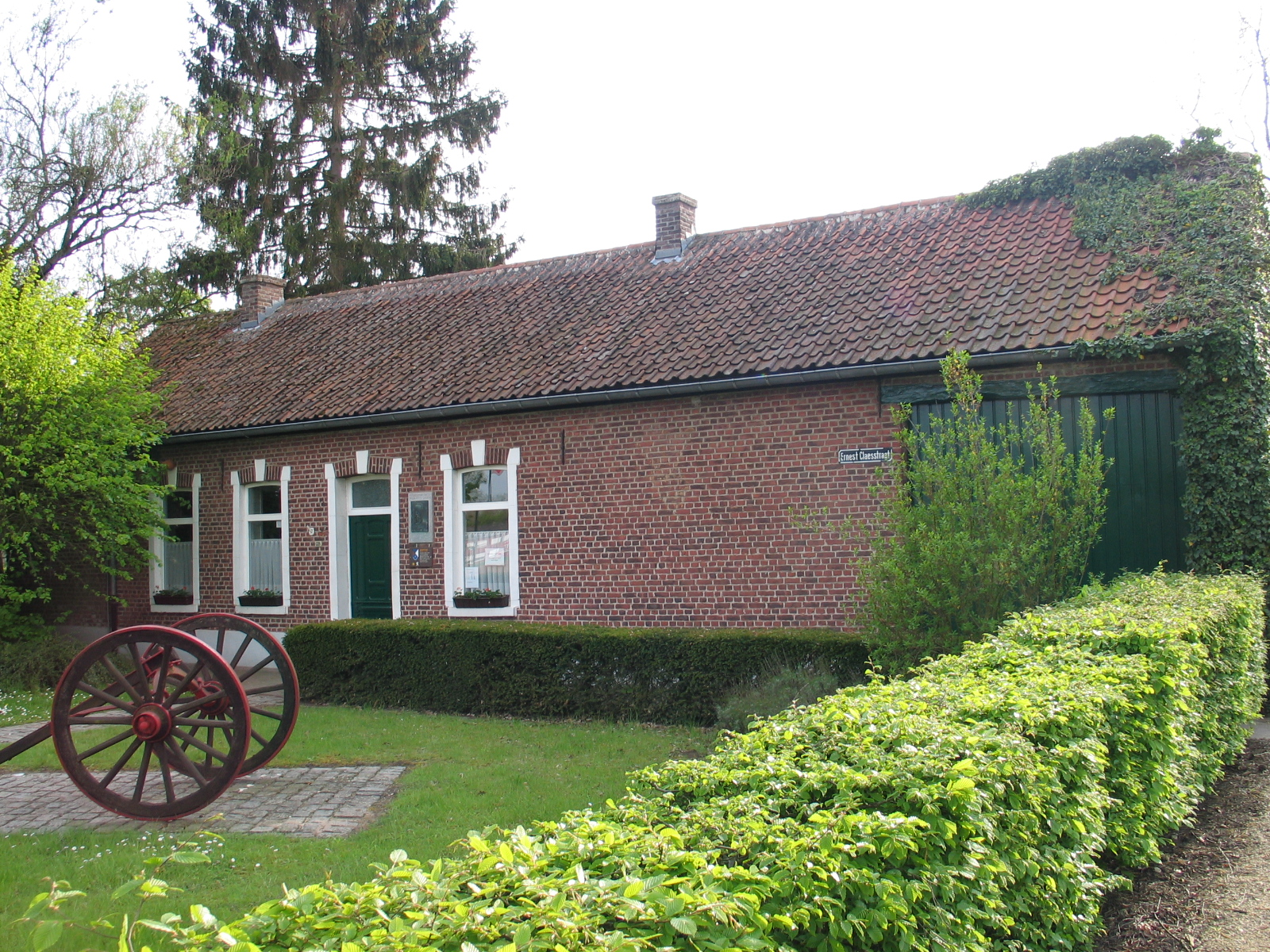
Casa natal d'Ernest Claes i actual museu

A una època va ser un des escriptors més llegit a Flandes. La seva novel·la més coneguda De Witte (El Ros), una història picaresca d'un pillet ingenu va ser un èxit total. Conta la història tragicòmica d'un adolescent mal comprès que ha de créixer en un ambient de gent que ha de treballar de valent, insensible per les necessitats d'un noi. El 1964 va conèixer la seva 100ª reimpressió i està traduït en vuit llengües. Va ser portat dues vegades à la pantalla, el 1934 pel cineasta Jan Vanderheyden i el 1980 per Robbe de Hert. La sèrie televisiva del 1969 Wij heren van Sichem (Nosaltres, senyors de Sichem), basada als personatges de la seva obra va ser molt popular.
L'Institut Ernest Claes (Ernest Claesgenootschap), creat el 1972 es dedica a «a la difusió de l'obra de Claes, a la promoció de les Lletres neerlandeses, a l'elevació del poble i la realització de l'ideal cristià»
El seu col·lega escriptor, crític literari i coetani Richard Minne va criticar el seu regionalisme rural i rústic i l'excés de sentimentalisme.

## Obres més conegudes
- De Witte (El ros) (1920)
- Jeroom en Benzamien (1947)
- Sichemse Novellen (1921)
- Wannes Raps (1926)
- Parlementaire kronieken
- De moeder en de drie soldaten

No hi ha cap traducció en català.